# Hertog van Ross
Hertog van Ross (Engels: Duke of Ross) is een Schotse adellijke titel. 
De titel hertog van Ross werd gecreëerd in 1488 door Jacobus III voor zijn zoon Jacobus, graaf van Ross. Bij zijn dood in 1504 verviel de titel.
In 1514 werd de titel opnieuw gecreëerd door Jacobus V voor zijn broer Alexander, die echter een jaar later overleed, waardoor de titel andermaal verviel.

## Hertog van Ross (1488)
- Jacobus, zoon van Jacobus III

## Hertog van Ross (1514)
- Alexander, zoon van Jacobus IV